# Machairoceratops
Machairoceratops ("rohatá tvář s dýkou") byl rod býložravého ceratopsidního dinosaura, který žil v období geologického stupně svrchní křídy kampánu asi před 81 miliony let.

## Historie
Fosilie tohoto ptakopánvého dinosaura byly objeveny na území přírodní rezervace Grand Staircase-Escalante National Monument na jihu Utahu (USA), v sedimentech geologického souvrství Wahweap. Fosilie byly objeveny v roce 2006 a vědecky popsány v roce 2016 týmem paleontologů, vedeným Ericem K. Lundem. Holotyp nese označení UMNH VP 20550 a představuje fragmentárně zachovanou lebku.

## Popis
Tento rohatý dinosaurus měl lebeční límec zdoben výrazně dopředu ohnutými růžky, čemuž také vděčí za své rodové jméno (machaira je řecké označení pro zahnutý meč nebo dýku). Dosahoval délky kolem 5 metrů a hmotnosti asi 2 až 3 tuny. Typovým a jediným stanoveným druhem je M. cronusi. Blízce příbuznými rody jsou například Albertaceratops, Diabloceratops a Avaceratops.